# Trypsin
Trypsin er et enzym der spalter proteiner ved basisk pH. Trypsin kløver proteinkæder på carboxylsiden af arginin og lysin på nær når disse efterfølges af prolin. Udover det er der høj sandsynlighed for miss-kløvning når to basiske aminosyrer sidder lige efter hinanden. 

Trypsin er en af de oftest brugte proteaser i proteinanalyse. Den bruges ofte i forbindelse med proteomanalyse, inden efterfølgende LC-MS analyse.